# پنبه الیاف کوتاه اتازونی
پنبهٔ الیاف کوتاه اتازونی (نام علمی: Gossypium hirsutum)، بیشترین کاربرد این گیاه الیاف آن است که اصلاً به همین خاطر کاشته می‌شود.
مهم‌ترین گیاه مولد پنبه است که عدل‌های تجاری پنبه از آن تهیه می‌شود.
دانه‌ها نوعی روغن نیمه جامد خوراکی دارند که در ترد کردن کلوچه و همچنین ایجاد لایه محافظ استفاده می‌شود.
تفاله باقی‌مانده آن از غلظت بالایی از پروتئین برخوردارند.
گوسیپول در چین به عنوان داروی ضدبارداری در مردان استفاده می‌شود.

## عوارض جانبی
- گوسفندان با خوردن دانه‌های خام می‌میرند.